# Lammassaari (ö i Norra Karelen, Joensuu, lat 63,00, long 29,56)
Lammassaari är en ö i Finland. Den ligger i sjön Höytiäinen och i kommunen Juga i den ekonomiska regionen  Joensuu ekonomiska region  och landskapet  Norra Karelen, i den sydöstra delen av landet, 400 km nordost om huvudstaden Helsingfors. Öns area är 1 hektar och dess största längd är 200 meter i nord-sydlig riktning.